# Urban V
Urban V (łac. Urbanus V, właśc. Guillaume de Grimoard OSB; ur. w 1310 w Le Pont-de-Montvert, zm. 19 grudnia 1370 w Awinionie) – papież w okresie od 28 września 1362 do 19 grudnia 1370, błogosławiony Kościoła katolickiego.

## Życiorys

### Dzieciństwo i młodość
Urodził się na zamku Grisac, w Le Pont-de-Montvert i pochodził z rodziny szlacheckiej. Był benedyktynem w klasztorze S. Victor w Marsylii (od 1361 był opatem). Studiował w Tuluzie i Montpellier i uzyskał w 1342 doktorat z prawa kanonicznego. W latach 1352, 1354, 1360, 1362 był legatem papieskim we Włoszech.

### Wybór na papieża
Po śmierci Innocentego VI, Kolegium kardynałów zebrało się na konklawe i początkowo wybrało brata Klemensa VI, Huguesa Rogera, który jednak wyboru nie przyjął. Ponieważ kardynałowie nie mogli wyłonić żadnego kandydata, postanowili jednogłośnie wybrać, niebędącego kardynałem, Guillaume'a de Grimoarda. Święcenia biskupie i koronację przyjął w Awinionie.

### Pontyfikat
Po wyborze na Stolicę Piotrową, nadal prowadził mnisze życie, poświęcając się modlitwie i studiom. Starał się zwalczać luksus, panujący na dworze papieskim; zmniejszył dziesięciny i potępił kumulowanie beneficjów. Papież od samego początku pontyfikatu dążył do unii z Kościołem bizantyńskim – nakłonił króla Cypru Piotra I, do zorganizowania krucjaty aleksandryjskiej. Wprawdzie udało się zdobyć Aleksandrię (w 1365), lecz nie udało się jej utrzymać, zatem wyprawa nie osiągnęła swojego celu. Ponadto w 1364 roku, papież musiał podpisać traktat pokojowy z władcą Mediolanu, Bernabo Viscontim i wypłacić mu ogromne odszkodowania.
Od początku swojej posługi, Urban pragnął przenieść się z powrotem do Rzymu. Za namowami m.in. Brygidy Szwedzkiej i wbrew francuskim kardynałom, 30 kwietnia 1367 roku opuścił Awinion i przybył do Rzymu 16 października. Budynki kościelne (w tym Pałac Laterański) nie nadawały się do zamieszkania, więc papież zatrzymał się na Watykanie. Natychmiast nakazał też remont rzymskich bazylik: św. Piotra na Watykanie i św. Jana na Lateranie. Wkrótce potem mianował ośmiu kardynałów, z czego sześciu było Francuzami. W 1368 do Rzymu przybył cesarz rzymsko-niemiecki Karol IV, a rok później cesarz bizantyński Jan V Paleolog. Celem wizyty tego drugiego, była pomoc w walce z Turkami – w zamian, Jan V był gotów wyrzec się wiary prawosławnej i przyłączyć się do łacinników. Do zjednoczenia jednak nie doszło, gdyż w negocjacjach nie brał udziału kler bizantyński.

### Ostatnie lata i śmierć

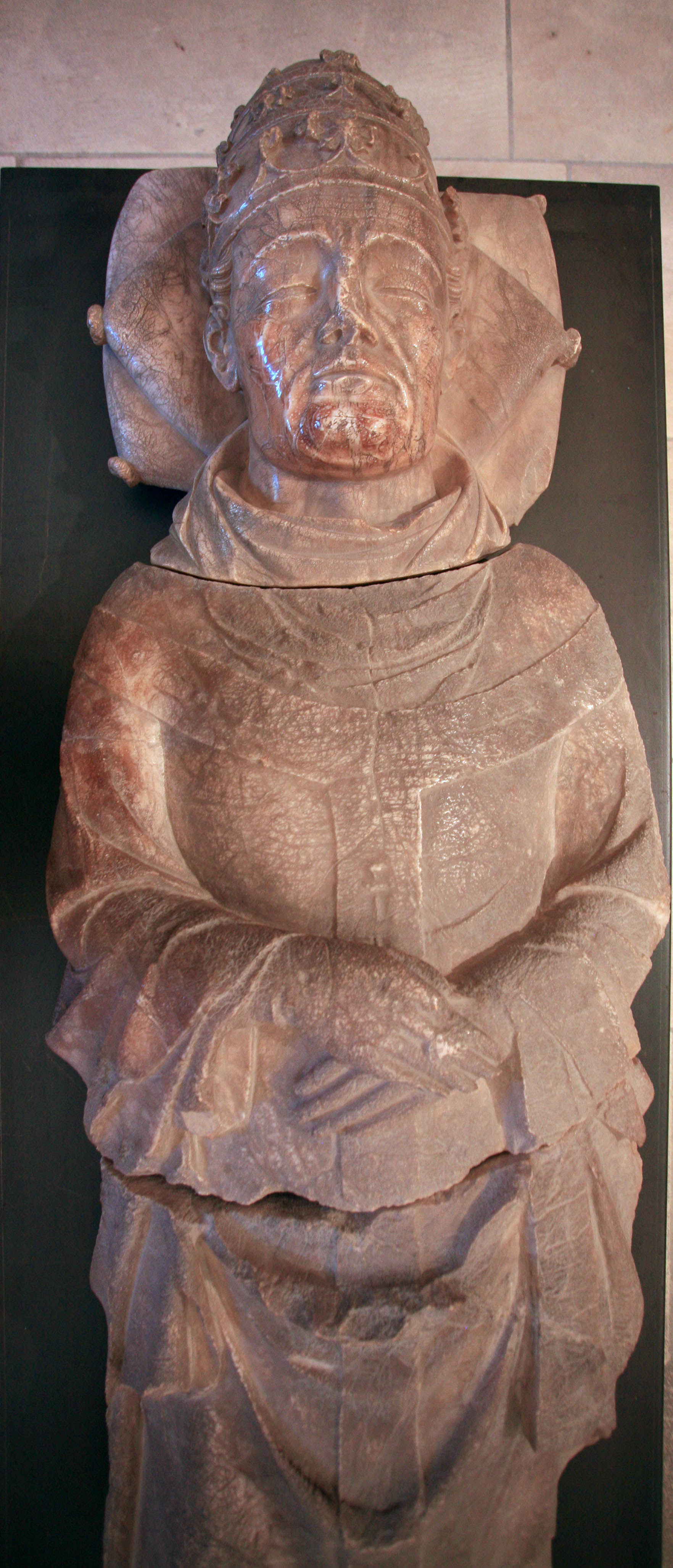
Grób Urbana V w opactwie św. Wiktora w Marsylii

Ze względu na trudności w Państwie Kościelnym i nacisk francuskich kardynałów, Urban zaczął poważnie rozważać powrót do Awinionu. Pomimo ostrzeżeń Brygidy Szwedzkiej i Katarzyny ze Sieny, papież opuścił Rzym we wrześniu 1370, a 27 września wjechał do Awinionu. W listopadzie tego samego roku ciężko zachorował i zmarł 19 grudnia. Został pochowany w Awinionie, lecz 5 czerwca 1372 roku, brat papieża, kardynał Angelic de Grimoard przeniósł grób do Marsylii.

## Ikonografia
W ikonografii przedstawiany jest w szatach pontyfikalnych, jako zasiadający na tronie, w średnim wieku, zwykle bez zarostu na twarzy i z tiarą na głowie. Prawą dłoń unosi w geście błogosławieństwa, a w lewej podtrzymuje głowy świętych Piotra i Pawła (przedstawiane samodzielnie, lub jako umieszczone w relikwiarzu, czasem w formie kielicha). Jest to odwołanie do tradycji, według której Urban V odnalazł w trakcie prac remontowych w bazylice laterańskiej relikwie obu apostołów.

## Ciekawostki
1 września 1364, już jako papież, wydał bullę powołującą do życia Akademię Krakowską.
Do kanonizacji papieża Urbana V próbował doprowadzić Waldemar IV, władca Danii. Obiecał do niej doprowadzić także papież Grzegorz XI już w 1375. Do kanonizacji papieża nie doszło jednak z powodu perturbacji w Europie w owym okresie.
Kult Urbana V zaaprobował papież Pius IX, beatyfikując go 10 marca 1870. Jego wspomnienie w Kościele katolickim obchodzone jest 19 grudnia.